# Трибано
Трибано (італ. Tribano, вен. Triban) — муніципалітет в Італії, у регіоні Венето, провінція Падуя.
Трибано розташоване на відстані близько 380 км на північ від Рима, 50 км на південний захід від Венеції, 22 км на південь від Падуї.
Населення — 4440 осіб (2014).
Щорічний фестиваль відбувається 11 листопада. Покровитель — святий Мартин.

## Демографія
Населення за роками:

Станом на 1 січня 2023 року в муніципалітеті офіційно проживало 312 іноземців з 29 країн, серед них 101 громадянин країн Євросоюзу та 4 громадяни України.

## Сусідні муніципалітети
- Ангуїллара-Венета
- Баньолі-ді-Сопра
- Консельве
- Монселіче
- Поццоново
- Сан-П'єтро-Вімінаріо